# Gerardo Trisolino

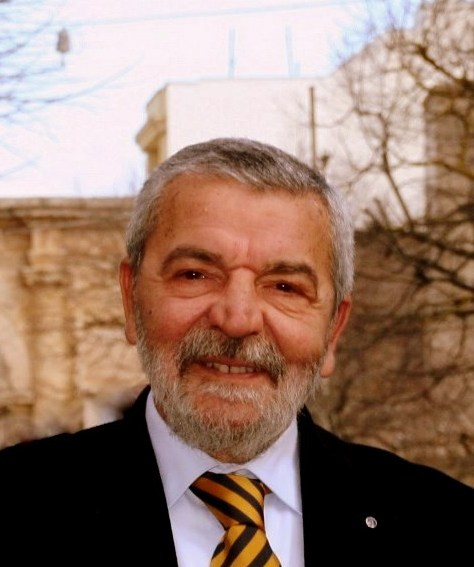

Gerardo Trisolino (Francavilla Fontana, 4 settembre 1952) è un poeta, scrittore e critico letterario italiano.

## Biografia
Laureato in Lettere con lode all’università di Lecce, è stato allievo del dantista Aldo Vallone, del contemporaneista Ennio Bonea, del filologo Enrico Malato. Ha seguito le lezioni di Mario Marti, Donato Valli, Romano Luperini e Umberto Cerroni. 
Docente di letteratura italiana e storia negli istituti secondari superiori, abilitato in Storia e Filosofia nei licei. Intellettuale engagé, molto attivo nel campo culturale, sociale e del volontariato. È stato consigliere comunale e vice sindaco della sua città.
La sua collaborazione alle pagine culturali di giornali e riviste risale agli inizi degli anni Settanta. Le sue prime recensioni compaiono nel 1973 sul settimanale leccese “La Tribuna del Salento” di Ennio Bonea e Antonio Maglio. I primi testi poetici uscirono nel 1972 sulla rivista “La Zagaglia”, curata da Mario Moscardino, Michele Paone e Gianfranco Scrimieri. 
Collabora alle pagine culturali di “Nuovo Quotidiano di Puglia” e con varie riviste letterarie, tra cui “L’immaginazione”, “L’incantiere”, “La Vallisa”, "Il sarto di Ulm", e culturali come “ContrAppunti” e “L’Officina”. Sue recensioni sono apparse anche in “Otto/Novecento”, “Nuovo Mezzogiorno”, “Corriere del Giorno”, “Puglia”, “Cronache italiane”.
È stato in corrispondenza con numerosi scrittori e studiosi, tra cui Giuseppe Dessì, Albino Bernardini, Giuliano Manacorda, Eduardo De Filippo, Carlo Cassola, Carlo Sgorlon, Vittore Fiore, Mario Marti, Michele Dell’Aquila, Pietro Gatti.
Ha ottenuto numerosi riconoscimenti per la sua produzione poetica. Più volte finalista al Premio Lerici-Pea (presidente della giuria Giorgio Barberi Squarotti); nel 1975 segnalato al Premio Salento (presidente della giuria Aldo Vallone); nel 1993 ha vinto una medaglia d’oro al Premio Città di Bari-Marina di Palese (presidente della giuria Mario Sansone); nel 1988 la raccolta La cravatta di Stolypin è stata selezionata al Premio Circe-Sabaudia (presidente della giuria Giuliano Manacorda); nel 1996 gli è stato assegnato il Premio Nazionale di poesia “Vittorio Bodini” (presidente della giuria Daniele Giancane); nello stesso anno la raccolta Il giovane clochard è stata selezionata al Premio Viareggio di poesia.
Ha pubblicato prevalentemente opere di saggistica letteraria e di poesia. Ha al suo attivo oltre 700 pubblicazioni apparse su quotidiani, riviste e volumi collettanei, tra cui Atti del convegno internazionale su Giuseppe Dessì (Cagliari-Villacidro, 2001); Amici tuoi. Per i sessant’anni di Raffaele Nigro, a cura di Francesco De Martino (Bari, Levante, 2008); Meridionalismo, libertà e cultura. L’eredità di Tommaso Fiore, a cura di F. Ciracì, D. Fazio, S. Patrocinio (Bari, Palomar, 2008); La poesia epico-civile di Vittore Fiore tra "pensiero poetante" e tenerezza lirica, in Alda Merini tarantina, a cura di Silvano Trevisani (Francavilla Marittima, Macabor, 2019, pp. 77-91), Cristanziano Serricchio e Manfredonia: alle radici della poesia, in "Rassegna Storica del Mezzogiorno", n. 5, a. 2021, pp. 347-352; Dalla società contadina al caos postmoderno passando dal '68, in Nella Puglia dal '68 ad oggi: poeti in dialogo... si raccontano, a cura di Lino Angiuli e Carlo Alberto Augieri, Lecce, Milella, 2024, pp. 147-165.

## Opere

### Saggistica letteraria
- Ideologia, scrittura e Sardegna in Dessì (Lecce, Milella, 1984, pp. 216, n. 8 della collana “Contemporanea” diretta da Donato Valli e Ennio Bonea, ISBN 88-7048-087-9).
- Libertino e libertario. La poesia dell’anarchico Cesare Teofilato (Ravenna, Longo, 1991, pp. 208, presentazione di Mario Marti, n. 42 della collana “Pleiadi” diretta da Franco Mollia, L003043).
- Scritture brevi. Incursioni nell’ultimo Novecento (Lecce, Manni, 2002, pp. 208, prefazione di Romano Luperini, postfazione di Pasquale Voza, n. 32 della collana “Studi” diretta da Salvatore D’Onofrio, Anna Grazia D’Oria, Giovanni Invitto, Marcello Strazzeri, ISBN 88-8176-344-3). Il volume è diviso in tre parti. Nella prima contiene saggi critici sui seguenti autori: Gino Bloise, Giuseppe Dessì, Vittore Fiore, Pietro Gatti, Mario Marti, Alda Merini, Ettore Polito, Giacinto Spagnoletti, Salvatore Toma, Antonio L. Verri. Nella seconda parte raccoglie le interviste a: Enzo Biagi, Giuseppe Dessì, Pietro Gatti, Giuliano  Manacorda, Raffaele Nigro, Luigi Nono, Ettore Polito, Vasco Pratolini. In appendice, due lettere a e di Eduardo De Filippo.

- Nigro: l'ossimoro della meridionalità, in Amici tuoi. Per i sessant'anni di Raffaele Nigro, a cura di Francesco De Martino, (Bari, Levante, 2008, pp. 205-206).
- L'amicizia di Tommaso e Vittore Fiore con Cesare Teofilato, in Meridionalismo, Libertà e Cultura. L'eredità di Tommaso Fiore, a cura di Fabio Ciracì, Domenico M. Fazio, Sara Patrocinio (Bari, Palomar, 2008, pp. 399-427).
- Come leggere “Nniccu Furcedda” di G. Bax (Francavilla Fontana, Ferrarelli & D’Andrea, 2010, pp. 320, prefazione di Ettore Catalano, ISBN 88-902227-7-8).
- La poesia epico-civile di Vittore Fiore tra "pensiero poetante" e tenerezza lirica, in Alda Merini tarantina, a cura di Silvano Trevisani (Francavilla Marittima, Macabor, 2019, pp. 77-91).
- Tra antropologia e letteratura. La narrativa di Rosario Jurlaro (Treviso, Pubblicazioni Italiane, 2020, pp. 232, prefazione di Bianca Tragni, ISBN 978-88-95350-31-8).

### Poesia
- La cravatta di Stolypin (Manduria-Bari-Roma, Lacaita, 1987, pp. 96, n. 18 della collana “I testi” (nuova serie) diretta da Giacinto Spagnoletti). Selezionato al Premio Circe-Sabaudia 1988. In giuria: Mario Luzi, Elio Filippo Accrocca, Antonio Altomonte, Claudio Angelini, Mario Guidotti, Giuliano Manacorda, Renzo Ricchi, Gabriella Sobrino.

- Nomi di donna, in Le icone di Gennaro Solferino (Osimo, Rossano Massaccesi, 1992).
- Il giovane clochard (Venezia, Edizioni del Leone, 1996, con prefazione di Paolo Ruffilli).Selezionato al Premio Viareggio 1996.

- 5 poesie d’amore, in Amore, amore... nei versi di dieci poeti pugliesi (Edizioni Alta Marea, 1998, con prefazione di Donato Valli).
- Odio Ménière (San Cesario di Lecce, Manni, 2017, prefazione di Antonio Lucio Giannone e postfazione di Daniele Giancane).
- Testimonianza su una poeta in fuga (Ad Alda Merini), in Alda Merini tarantina, a cura di Silvano Trevisani (Francavilla Marittima, Macabor, 2019, pp. 41-42).
- La poesia è una voce esile in esilio. Antologia delle poesie e della critica, Francavilla Marittima, Macabor Editore, 2022, pp. 292, con prefazione di Ettore Catalano.
- Dalla società contadina al caos postmoderno passando dal '68, in Nella Puglia dal '68 ad oggi: poeti in dialogo... si raccontano, a cura di Lino Angiuli e Carlo Alberto Augieri, Milella, 2024, pp. 147-165.

### Racconti editi
- Artisti di provincia, nell’antologia I graffiti. Narratori e poeti contemporanei (Milano, Club degli Autori, 1977).
- La storia di Ottone in “Paese Sera”, 23 febbraio 1987.
- La rubrica dei messaggi, in I luoghi e la memoria. Antologia di narratori salentini per la scuola, a cura di Daniele Capone e Anna Grazia D’Oria (Lecce, Manni, 2002).
- Cristina e la cronaca di un suicidio annunciato, in “Il Corriere del Mezzogiorno” (supplemento quotidiano pugliese del “Corriere della Sera”), 8 agosto 2004.

## Antologie
Gerardo Trisolino è presente nelle seguenti antologie: 
- Poeti e novellieri, a cura di Alessandro Mancuso (Genova, Silver Press, 1993);
- Repertorio di poesia contemporanea (Catanzaro, Ursini, 1993);
- La poesia in Puglia, a cura di Daniele Giancane e Marco I. de Santis (Forlì, Quinta Generazione, 1994);
- Rassegna della poesia pugliese contemporanea, a cura di Angelo Lippo (Taranto, Portofranco, 1997);
- Salentopoesia 97 (Lecce, L’Incantiere, 1997);
- Amore, amore… nei versi di dieci poeti pugliesi (Edizioni AltaMarea, 1998, prefazione di Donato Valli);
- I luoghi e la memoria. Antologia di narratori salentini per la scuola, a cura di Daniele Capone e Anna Grazia D’Oria (Lecce, Manni, 2002);
- Umafeminità. Cento poet* per un'innovazione linguistico-etica, a cura di Nadia Cavalera (Novi Ligure, Edizioni Joker, 2014).